# Karl August von Zweybrücken

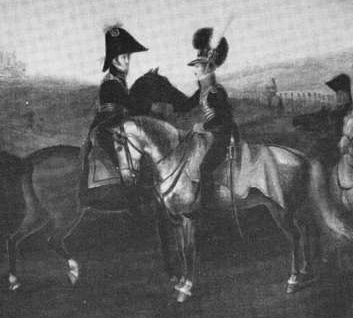
Karl August von Zweybrücken (rechts) und sein Bruder Christian von Zweybrücken (1782–1859) nehmen Abschied, 1812. Gemälde von Albrecht Adam

Karl August von Zweybrücken (* 21. Januar 1784 in Forbach (Moselle); † 5. Oktober 1812 in Moschaisk, Russland) war ein aus dem Haus Wittelsbach abstammender Freiherr und bayerischer Offizier, der im Russlandfeldzug von 1812 umkam.

## Leben
Er war der Enkel Herzogs Christian IV. von Pfalz-Zweibrücken und Sohn des Freiherrn  Wilhelm von Zweybrücken (1754–1807), sowie dessen Gattin Martine-Adelaide de Polastron (1760–1795). 
Der Junge wuchs im lothringischen Forbach auf und musste nach Ausbruch der Französischen Revolution mit seiner Familie von dort flüchten. Über Zweibrücken kamen sie nach München, wo des Vaters Cousin Maximilian Joseph als Kurfürst bzw. ab 1806 als König regierte. 
Karl August von Zweybrücken trat 1799 in die Bayerische Armee ein und wurde Leutnant im Chevaulegers-Regiment „Kurfürst“. Als der Onkel Christian von Zweybrücken 1800 zum Chef einer im englischen Sold gegen Frankreich kämpfenden Subsidienarmee avancierte, holte er den 16-jährigen Neffen als Adjutanten in seinen Stab.
Am 3. Dezember 1806 zeichnete sich  Karl August von Zweybrücken als Rittmeister und Führer einer Reitertruppe im schlesischen Namslau aus. Er sollte dort mit sechs weiteren Chevaulegern Pferde besorgen und sie wurden in einem Haus von preußischen Reitern überfallen. Zweybrücken sah frühmorgens aus einem Fenster nahezu 40 feindliche Kürassiere heranreiten und schoss sofort auf sie. Er verbarrikadierte sich mit seinen wenigen Männern, wies mehrere Angriffe ab und leistete so heftigen Widerstand, dass die Eindringlinge dachten, das Haus sei stark besetzt. Schließlich zogen die Preußen am Nachmittag unverrichteter Dinge ab. Diese Episode wurde weithin bekannt und später auch unter dem Titel „Entschlossen und furchtlos in hohem Grade“ als bayerische Heldentat in Band 1 des Gedenkwerkes „Der bayerische Soldat im Felde“ publiziert (S. 167–171). Es gibt ein Gemälde davon und Gustav Freytag wählte das Ereignis als reale Vorlage für seine Schlossverteidigungsschilderung am Ende des Romans  „Soll und Haben“. Am 10. Januar 1807 tat sich  Karl August von Zweybrücken erneut hervor als er im Gefecht bei Grottkau mit seinen 12 Reitern selbstständig den Kampf gegen einen weit überlegenen Feind aufnahm, diesen in die Flucht schlug und mit eingetroffener Unterstützung 80 Husaren gefangen nahm sowie 69 Pferde erbeutete. Dafür erhielt der Offizier das Kreuz der Ehrenlegion und die Tat wurde ebenfalls in dem Buch „Der bayerische Soldat im Felde“ (Band 1, Seiten 187–188) veröffentlicht. 
Mit dem 1. Bayerischen Chevaulegers-Regiment nahm Zweybrücken 1812 am Russlandfeldzug teil. In der Schlacht von Borodino fiel am 7. September 1812 der Regimentskommandeur Oberst Graf Gustav von Sayn-Wittgenstein (1773–1812), der ihn sterbend mit dem Kommando betraute. Schon kurz danach erhielt der Freiherr selbst einen Bauchschuss und wurde schwerst verwundet. Sein Jugendfreund Carl von Mannlich war Augenzeuge des Ereignisses und es wird in den Memoiren dessen Vaters Johann Christian von Mannlich geschildert. Auch der in der Schlacht anwesende Maler Albrecht Adam schreibt davon in seinen Erinnerungen, wobei er erwähnt, dass Zweybrücken einer seiner frühesten Gönner gewesen sei. Der Brigadekommandeur General Jean-Baptiste Dommanget (1769–1848) berichtete in diesem Zusammenhang an den König: „Der Herr Major von Zweybrücken hat bei verschiedenen Attacken das Regiment mit der Entschlossenheit und Wucht eines besonders hervorragenden höheren Offizier geführt, ist aber selbst von einer Kugel getroffen worden. Seine Verwundung ist schwer, aber er ist jung und wird genesen. Es wäre ein schwerer Verlust für das 1. Regiment, das ihn verehrt und als Nachfolger des Grafen von Wittgenstein haben möchte.“
Man verbrachte  Karl August von Zweybrücken nach Moschaisk, wo er fast einen Monat lang unter schweren Qualen mit dem Tod rang und schließlich am 5. Oktober 1812 verstarb. Ein M. Bourbon schrieb von dort an den Schwager Anton von Cetto, dass er um 1 Uhr morgens gestorben sei und er ihn unter militärischen Ehren habe bestatten lassen. Die Verwundungsnachricht von General Dommanget und die Todesmeldung kamen gleichzeitig in München an. Freiherr von Zweybrücken war unverheiratet und hatte keine Nachkommen. Seine in der Schlacht von Borodino getragene Uniform wurde später im Bayerischen Armeemuseum ausgestellt.